# Kildalkey

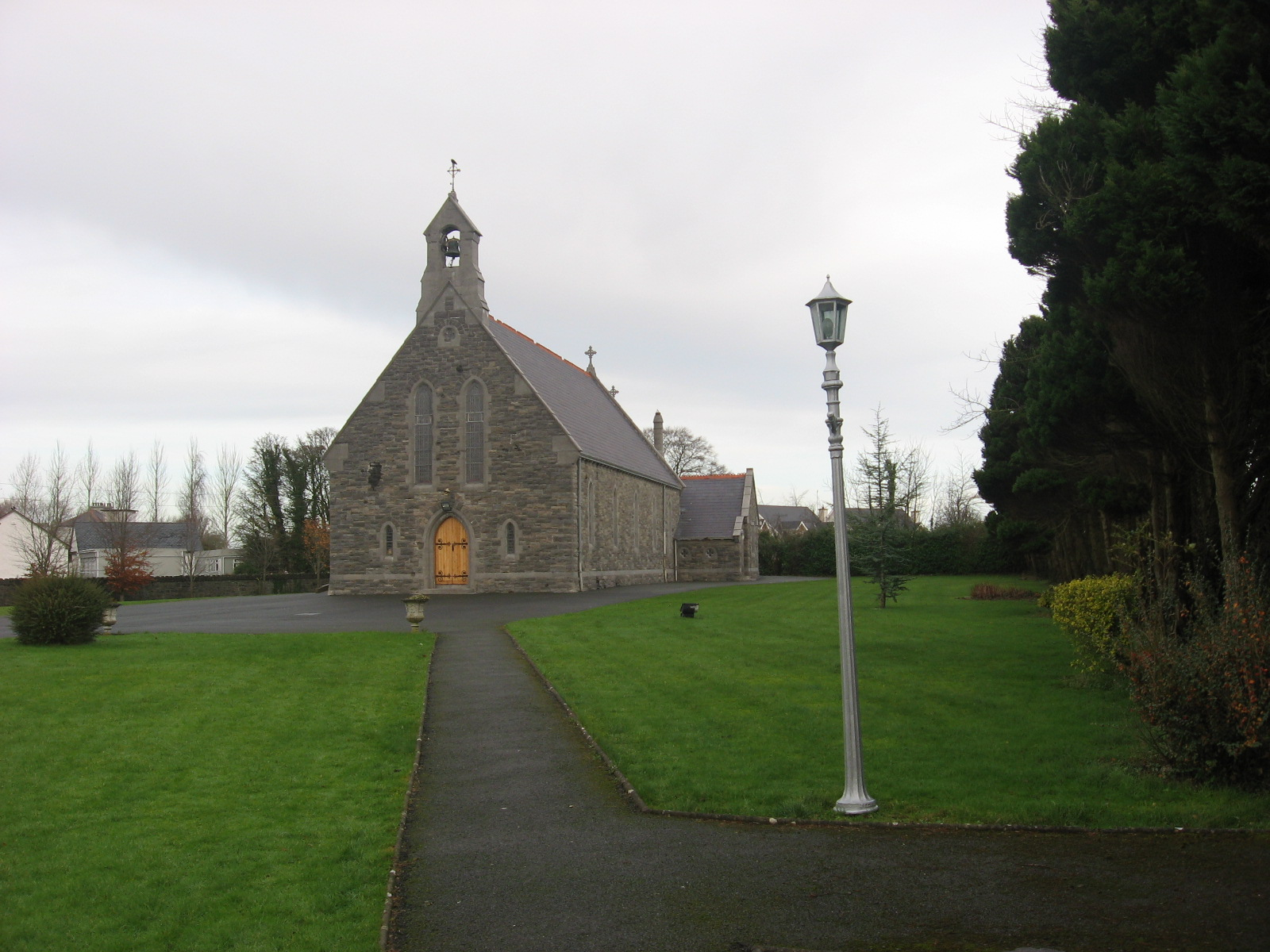

Kildalkey (Cill Dealga en irlandais) est un village du comté de Meath en république d'Irlande.
La ville de Kildalkey compte 708 habitants.